# Línea 26 de TMB
La línea 26 era una línea regular de autobús urbano de la ciudad de Barcelona, gestionada por la empresa TMB, sustituida por la V29 el 13 de noviembre de 2017. Hace su recorrido entre Pueblo Nuevo y el barrio del Congreso, con una frecuencia en hora punta de 20-22min.

## Horarios
| 26         | Primer servicio A: Barrio del Congreso | Primer servicio A: Pueblo Nuevo | Último servicio A: Barrio del Congreso | Último servicio A: Pueblo Nuevo |
| Laborables | 04:45                                  | 04:30                           | 23:00                                  | 22:30                           |
| Sábados    | 05:40                                  | 05:00                           | 22:35                                  | 22:30                           |
| Festivos   | 07:15                                  | 06:40                           | 22:35                                  | 22:30                           |

## Recorrido
- De Pueblo Nuevo a Barrio del Congreso por: Jaime Vicens Vives, Llull, José Pla, Cantabria, Berenguer de Palou, Pare Manyanet, Josep Soldevila, Rba. Onze de Setembre, Passeig de Fabra i Puig, Pg. Andreu Nin y Riera d'Horta.
- De Barrio Congreso a Pueblo Nuevo por: Arnau d'Oms, Escocia, Dublín, Robira i Virgili, La Sagrera, Berenguer de Palou, Cantabria, Gran Vía de las Cortes Catalanas, Selva de Mar, Pº del Taulat, Carmen Amaya y Jaime Vicens Vives.

## Otros datos
| Prestación                   | Disponibilidad en la línea |
| ---------------------------- | -------------------------- |
| Adaptada a                   | Sí                         |
| TMB iBus (tiempo de espera ) | Sí                         |
| Pantallas informativas       | Sí                         |
| Línea de tránsito rápido     | No                         |
| Circulaba en días festivos   | Sí                         |